# Einsatzstaffel der Deutschen Mannschaft
Die Einsatzstaffel der Deutschen Mannschaft (kurz ES der DM, ES oder E-Staffel) war eine paramilitärische nationalsozialistische Miliz der Jugoslawiendeutschen im Unabhängigen Staat Kroatien während des Zweiten Weltkrieges.
Für Personalfragen und politische Erziehung war formell der deutsche „Volksgruppenführer“ Branimir Altgayer zuständig, faktisch aber kommandierte der spätere Hauptsturmführer der Waffen-SS Jakob Lichtenberger die Mannschaft. Für Bewaffnung, Waffenausbildung und Einsatz war der Generalstabschef der Ustascha-Miliz zuständig.

## Geschichte
Mit dem „Gesetzesdekret über die vorläufige Rechtsstellung der Deutschen Volksgruppe“ vom 21. Juni 1941 wurde die „Deutsche Volksgruppe im Unabhängigen Staate Kroatien“ (DVGK), in dem alle Jugoslawiendeutsche auf dem Gebiet des Unabhängigen Staates Kroatien zusammengefasst wurden, zur juristischen Person des öffentlichen Rechts erklärt und erhielt die Gleichberechtigung im öffentlichen und privaten Leben. Eine Gliederung der DVGK bzw. seines „einzigen und alleinigen politischen Willensträgers“, der Nationalsozialistischen Deutschen Gefolgschaft in Kroatien (NSDGK) war die „Deutsche Mannschaft“ (DM). In der DM sollten „erbgesunde, rassisch und weltanschaulich einwandfreie Männer über 21 (in Ausnahmefällen über 18) Jahre zwecks mannschaftlicher Erziehung und körperlicher Ertüchtigung“ zusammengefasst werden.
Die Einsatzstaffel der Deutschen Mannschaft wurde vom kroatischen Staatsführer Ante Pavelić durch das „Gesetzesdekret über die Errichtung einer Miliz der Deutschen Volksgruppe im Rahmen der Kroatischen Ustascha-Miliz im Unabhängigen Staate Kroatien“ vom 31. Juli 1941 gebildet. In diesem Gesetzesdekret hieß es, die Gründung erfolge in Anerkennung der Leistungen der deutschen Volksgruppe bei der Wiederherstellung von Ruhe und Ordnung, bei der Errichtung der neuen Ordnung und bei der Entwaffnung der königlich-jugoslawischen Armee. Dabei sollte aus der „Deutschen Mannschaft“ eine „Einsatzstaffel“ in der Stärke von drei Kompanien und einer Stabswache formiert werden. Die ES waren Teil der Ustascha-Milizen und übernahmen als Hauptaufgabe den Schutz der von Deutschen bewohnten Ortschaften. Zunächst war die Stärke der ES auf ein Bataillon begrenzt, doch im Hinblick auf die Bekämpfung von Partisanen wurden bald zusätzliche Einheiten gebildet. Bis zum 1. Juni 1942 erreichte die ES eine Stärke von 1.500 Mann, während zwei Reserve-Bataillone, die mit dem Einverständnis der Regierung des NDH-Regimes gebildet worden waren, noch einmal 1.200 Mann umfassten.

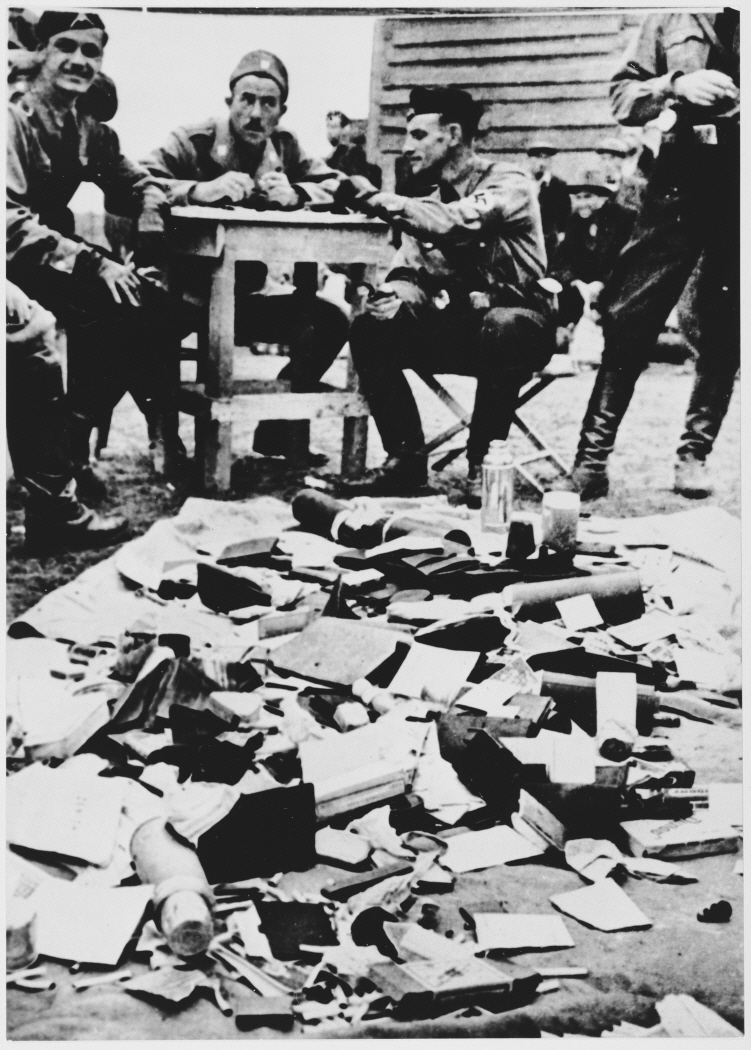
Zwei Männer der Einsatzstaffel der Deutschen Mannschaft (mit Hakenkreuzarmbinde und Feldmütze mit Soutachewinkel) und ein Mann der Ustascha-Miliz (Mitte, mit Feldmütze nach italienischem Vorbild) im KZ Jasenovac beim Sichten von Gegenständen die Häftlingen geraubt wurden.

Entsprechend der Vereinbarung zwischen der kroatischen Regierung und der deutschen Besatzungsmacht vom 16. September 1941 sollten die Volksdeutschen in eigenen Verbänden innerhalb der kroatischen Armee dienen. 10 Prozent der Wehrpflichtigen eines Jahrganges sollten jedoch in deutschen Einheiten, vor allem der Waffen-SS, dienen.
Ab Juni 1942 sollten die deutschen Wehrpflichtigen zwischen 17 und 30 Jahren auf Beschluss Heinrich Himmlers in der 7. SS-Freiwilligen-Gebirgs-Division „Prinz Eugen“ Dienst tun. In einem Notenwechsel vom 21. September 1942 bzw. 10. Oktober 1942 zwischen der Reichsregierung und der NDH-Regierung wurde vereinbart, dass alle Volksdeutschen im Alter zwischen 17 und 35 Jahren sich freiwillig zum Dienst in der Waffen-SS melden durften.
Bis zum 1. April 1943 wurden in zwei Rekrutierungskampagnen 10.270 Volksdeutsche in die Waffen-SS aufgenommen, während 5.000 in der kroatischen Armee verblieben. Weitere 2.900 Meldungen blieben vorerst unberücksichtigt.
In einem Zusatzprotokoll wurde am 24. April 1943 die Schaffung einer Deutsch-Kroatischen Gendarmerie vereinbart, in der ältere Jahrgänge unter den Volksdeutschen Dienst tun sollten. In diesem Zusammenhang wurde Konstantin Kammerhofer als „Beauftragter des Reichsführers-SS“ für die Angelegenheit der deutschen Volksgruppe in Kroatien bestimmt. Bis Ende April 1943 wurde die ES bis auf drei Bahnschutz-Bataillone aufgelöst und die Mannschaften in Einheiten der SS und der Polizei überführt.
Im Juli 1943 dienten etwa 15 Prozent der deutschen Volksgruppe in der einen oder anderen Weise dem Deutschen Reich. Den Aufzeichnungen einer Besprechung in der Deutschen Gesandtschaft in Zagreb am 1. Juli 1943 zufolge dienten insgesamt 25.800 Volksdeutsche aus Kroatien dem Reich. Davon 15.000 in Einheiten der SS und der Polizei im Reich, 2.500 in deutschen Polizeieinheiten in Kroatien, 350 in der Wehrmacht, 700 als Übersetzer für die Wehrmacht, 1.600 in der kroatischen Armee und in Bahnschutz-Bataillonen, 450 als Fachkräfte in der kroatischen Armee, 2.200 in der Organisation Todt und 4.500 als Arbeiter im Reich.

## Uniform
Soldaten der Einsatzstaffel trugen ab 1941 anfänglich Uniformen der Kroatischen Heimwehr (Hrvatsko domobranstvo), ab Anfang 1942 dann Uniformen im Stil der Waffen-SS. Auf dem rechten schwarzen Kragenspiegel trugen sie zwei einfache, senkrecht stehende weiße / silberne Wolfsangeln, auf dem linken schwarzen Kragenspiegel die den linken Kragenspiegeln der Waffen-SS nachempfundenen weißen / silbernen Dienstgradabzeichen mit sechszackigen Sternen (die aus der k.u.k.- und kroatischen Tradition übernommen wurden).

### Dienstgrade und Dienstgradabzeichen
| Kragenspiegel | Schulterstück | Dienstgrad     |
| ------------- | ------------- | -------------- |
|               |               | General        |
|               |               | Oberst         |
|               |               | Oberstleutnant |
|               |               | Major          |
|               |               | Hauptmann      |
|               |               | Oberleutnant   |
|               |               | Leutnant       |
|               |               | Fähnrich       |
|               |               | Stabsfeldwebel |
|               |               | Oberfeldwebel  |
|               |               | Feldwebel      |
|               |               | Unteroffizier  |
|               |               | Obergefreiter  |
|               | Gefreiter     |                |
|               | Schütze       |                |

## Auszeichnungen

### Erinnerungsabzeichen
Tragerecht des Erinnerungsabzeichens der Einsatzstaffel in Silber hatten alle Angehörigen der ES, die an der Gründung der ES beteiligt waren und am ersten Ausbildungslehrgang vom 28. September bis zum 4. November 1941 in Zagreb teilgenommen hatten oder Angehörige, die einen ununterbrochenen 18-monatigen Dienst in der ES versehen hatten, oder ES-Angehörige, die im Krieg verwundet wurden.
Tragerecht des Erinnerungsabzeichens der Einsatzstaffel in Bronze hatten alle Angehörigen der ES, die einen ununterbrochenen 6-monatigen Dienst in der ES versehen hatten.
Über das Tragerecht erhielt der Träger einen entsprechenden Ausweis.
Daneben konnte der Volksgruppenführer das Abzeichen an Personen verleihen die zur Aufstellung, Ausbildung und Ausrüstung der ES beigetragen oder zum Schutz deutscher Siedlungen auf dem Gebiet des Unabhängigen Staates Kroatien beigetragen hatten.

## Bekannte Angehörige
- Karl Heger (1906–1996), KZ-Kommandant